# Because of You (canção de 98 Degrees)
"Because of You" é o primeiro single do grupo estadunidense 98 Degrees, de seu segundo álbum, 98 Degrees and Rising. Ele alcançou o 3º lugar no Billboard Hot 100 e foi cerificado platina em dezembro de 1998.

## Vídeo clipe
O vídeo passa em São Francisco, onde mostra uma garota segurado um cartão postal da Golden Gate Bridge, enquanto olhando ao redor da cidade andando de ônibus, táxi e bonde. O grupo pode ser visto nos anúncios. Eles também são mostrados na praia, em um campo florido e na ponte Golden Gate.

## Lista de faixas
| CD5/Cassette single |                                      |         |  |
| N.º                 | Título                               | Duração |  |
| 1.                  | "Because of You" (Radio Version)     | 3:55    |  |
| 2.                  | "True to Your Heart" (Album Version) | 4:15    |  |
| Duração total:      | Duração total:                       | 7:70    |  |

| Single alemão  |                                                  |         |  |
| N.º            | Título                                           | Duração |  |
| 1.             | "Because of You" (Album Version)                 | 4:55    |  |
| 2.             | "Was It Something I Didn't Say"                  | 5:02    |  |
| 3.             | "Because of You" (Hex Hector Remix Radio Edit 2) | 3:36    |  |
| 4.             | "Because of You" (Kano Dub)                      | 7:02    |  |
| Duração total: | Duração total:                                   | 19:95   |  |

| Single promocional do Reino Unido |                                  |         |  |
| N.º                               | Título                           | Duração |  |
| 1.                                | "Because of You" (Radio Version) | 3:55    |  |
| Duração total:                    | Duração total:                   | 3:55    |  |

## Desempenho nas paradas
| Paradas (1998)      | Melhores posições |
| ------------------- | ----------------- |
| Billboard Hot 100   | 3                 |
| Billboard Pop Songs | 15                |
| Top 40 Singles      | 8                 |
| Single Top 100      | 4                 |
| UK Singles Chart    | 36                |